# 亞維農的少女
《亞維農的少女》（法語：Les Demoiselles d'Avignon）是西班牙畫家巴伯羅·畢卡索的名作之一，由其於1907年在西班牙的妓院中所繪。亚维农是巴塞罗那的一条街，起初毕加索想画几名街边的妓女，最后画成了五名半抽象的裸体少女和一组静物。畫中左面的三名少女較為貼近自然的西班牙女子，而右面的兩名則似乎戴著非洲面具。据畢加索所說，這些面具是為了展現出一種強烈的、近乎野性的力量。
此畫抛棄了透視法，轉而使用平板的原始主義畫法。此這幅原始立體主義畫作被認為是後來的立體主義與現代藝術的發端之一。此畫爭議頗大，就算是畢卡索的朋友也有人對此抱持批評的態度。馬蒂斯認為這幅畫不過是個糟糕的玩笑，而喬治·布拉克最初也不喜歡這幅畫，但後來卻對其進行了大量研究。 此外這幅作品與塞尚的《沐浴者》、高更的《野蠻人》及格雷考的《揭開第五印》的相似性也廣為後世評論家所議論。
這幅在「洗濯船」中完成的作品，1916年首次在法國人安德烈·萨尔蒙組織的昂当沙龙（Salon d’Antin）裡向公眾展出，不過薩爾蒙在1912年就曾提過這幅作品。同時，他給予了現時通用的《亞維農的少女》一名，以取代最初的《亞維農妓院》（Le Bordel d’Avigno），減輕其對公眾的衝擊。 而畢加索常稱其為「我的妓院」（mon bordel），並一直不喜歡薩爾蒙的標題。
目前《亞維農的少女》藏於美國紐約的現代藝術博物館內，該館1939年購得此畫。

## 外部連結
- Les Demoiselles d'Avignon on the MoMa website